# Hani Al-Saqer
Hani Al-Saqer (Kuwait; 8 de enero de 1973) es un exfutbolista y entrenador de fútbol de Kuwait que jugaba en la posición de delantero. Actualmente es el entrenador del Khatan SC desde 2021.

## Carrera

### Club
Jugó toda su carrera con el Qadsia SC de 1990 a 2003, con el que fue campeón nacional en tres ocasiones, cuatro copas nacionales y un título internacional.

### Selección nacional
Jugó para Kuwait en 34 ocasiones de 1996 a 2002 y anotó 4 goles; ganó la medalla de plata en los Juegos Asiáticos de 1998 y participó en la Copa Asiática 1996.

### Entrenador
| Periodo   | Club       |
| --------- | ---------- |
| 2019–2020 | Al-Yarmouk |
| 2021–     | Khaitan SC |

## Logros
- Liga Premier de Kuwait: 3

1991–92, 1998–99, 2002–03
- Copa del Emir de Kuwait: 2

1993-94, 2002-03
- Copa de la Corona de Kuwait: 2

1998, 2002
- Copa de Clubes Campeones del Golfo: 1

2000